# Jekatierino-Nikolskoje
Jekatierino-Nikolskoje (ros. Екатерино-Никольское) – wieś w Rosji, w Żydowskim Obwodzie Autonomicznym, w rejonie oktiabrskim. W 2010 liczyła 1715 mieszkańców.

## Urodzeni
- Aleksandr Awierin – rosyjski fizyk.